# Kontratanz

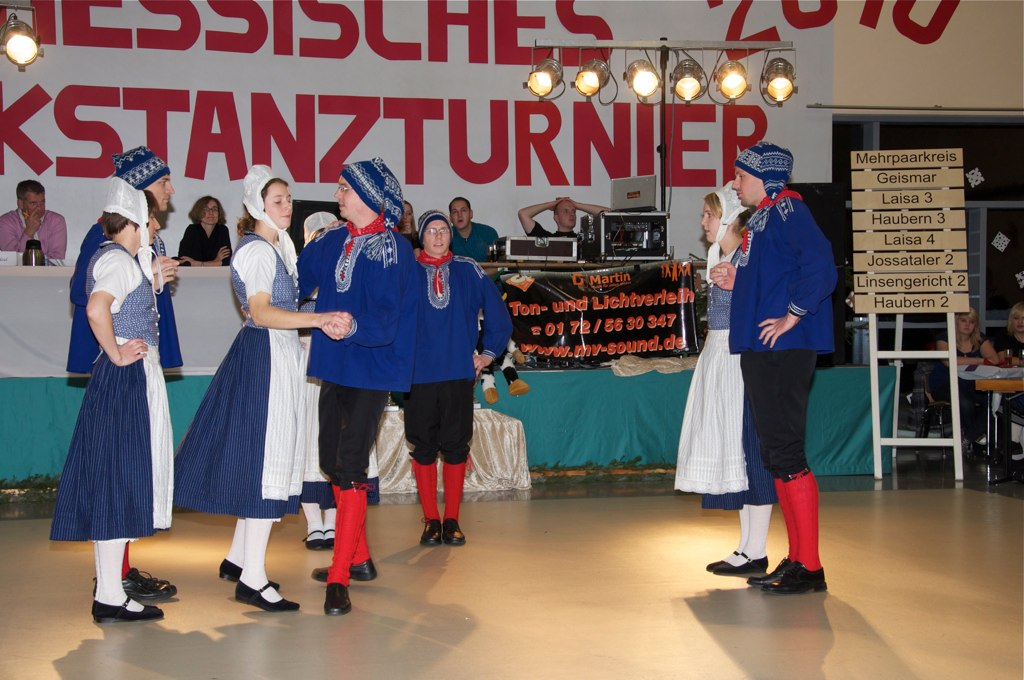
Die Quadrille ist ein Kontratanz

Straight Hey For four

Der Country Dance (in Schottland als Scottish Country Dance gepflegt), volksetymologisch umgedeutet zu Kontratanz oder Kontertanz (französisch Contredanse, Contredance, „Gegeneinander-Tanz“),  ist ein im 16. Jahrhundert entstandener, ursprünglich englischer Gruppentanz, der sich im 17. und 18. Jahrhundert zu einem sehr beliebten Gesellschaftstanz entwickelte. In der Grundaufstellung stehen sich die Tänzer paarweise gegenüber (daher die Bezeichnung). Die Paare können komplizierte Figuren tanzen. Daher ist der Kontratanz noch kein Paartanz, der isolierte Zweisamkeit signalisiert wie die heutigen Standardtänze, sondern betont die Gemeinsamkeit größerer Gesellschaften.
Die Musik besteht aus Perioden mit jeweils acht Takten. Mit jeder Periode der Musik ändern die Tänzer ihre Bewegungen und ihre Schrittform. Die meist im Zweiertakt stehenden Melodien der Musik sind liedhaft, sie finden sich später in Vaudevilles wieder. Der Kontratanz setzte sich im 18. und 19. Jahrhundert in ganz Europa als modischer Tanz durch. Variationen sind beispielsweise die Quadrille, die Anglaise, die Ecossaise und der Cotillon. Der Square Dance ist eine Verbindung englischer Country dances mit der französischen Quadrille.
Der Kontratanz hatte auch Einflüsse auf die klassische Musik. Wenzel Matiegka und Mauro Giuliani komponierten Contredanses bzw. Contradanze für die Gitarre, Ludwig van Beethoven komponierte zwölf Contretänze für Orchestermusik (WoO 14), wovon er den siebten (in Es-Dur) im Finale der Eroica verwendete.
Eine umfangreiche Sammlung englischer Kontratänze wurde von John Playford ab 1650 unter dem Titel The English Dancing Master veröffentlicht: Insgesamt ca. 900 Melodien der damaligen Gesellschaftstänze mitsamt den zugehörigen Tanzbeschreibungen. Die zugrundeliegenden Melodien waren zum Teil sehr alte Liedmelodien, die in den Bearbeitungen Playfords noch bis in das 19. Jahrhundert hinein häufig verwendet wurden. Heutzutage gehören Playfords „Countrydances“ wieder zum gern und häufig getanzten Repertoire vieler Tanzkreise. Wesentlich zu dieser Beliebtheit in Deutschland hat Georg Götsch beigetragen, der 1950 unter dem Titel Alte Englische Kontratänze eine Auswahl dieser Tänze herausbrachte. Die von Georg Götsch initiierte Musische Gesellschaft und andere pflegen diese Tradition unter anderem auf Burg Fürsteneck weiter.

## Formen
Es lassen sich zwei prinzipiell unterschiedliche Aufstellungen unterscheiden:
- contredanse anglaise: Herr und Dame stehen sich gegenüber, die einzelnen Paare stehen nebeneinander und bilden eine lange Gasse. In der Regel stehen alle Herren auf der einen, alle Damen auf der anderen Seite.
- contredanse française: Der Herr steht seitlich neben seiner Dame, vier Paare stehen auf den Seiten eines Quadrates, mit dem Blick zum gegenüberstehenden Paar.

Aus diesen beiden Grundformen sind die Anglaise und die Française hervorgegangen.